# کیش‌برژنی
کیش‌برژنی (به مجاری:  Kisberzseny) یک شهرداری در مجارستان است که در وسپرم واقع شده‌است. کیش‌برژنی ۵٫۲۹ کیلومتر مربع مساحت و ۹۲ نفر جمعیت دارد.